# Massimo Mongai
Massimo Mongai (Roma, 3 novembre 1950 – Roma, 1º novembre 2016) è stato uno scrittore italiano.
È divenuto noto come autore di fantascienza umoristica vincendo nel 1997 il premio Urania, per poi dedicarsi anche al giallo e al noir.

## Biografia
Di padre toscano e madre friulana, dall'età di 12 anni è stato un attento lettore di fantascienza. I suoi autori di riferimento sono stati Isaac Asimov, A.E. Van Vogt, Poul Anderson e, soprattutto, Philip José Farmer. 
Laureatosi in giurisprudenza, prima di diventare uno scrittore a tempo pieno si dedicò a varie occupazioni, tra le quali art prima, e copywriter poi, in qualità di freelance, per varie agenzie pubblicitarie.
Dopo 15 anni decise di scommettere tutto sul proprio talento di scrittore, dapprima come sceneggiatore, poi come autore di noir e, soprattutto, fantascienza. Nel 1997 scrisse Memorie di un cuoco d'astronave, un divertito bozzetto in bilico tra saga spaziale e manuale di cucina, con il quale vinse il Premio Urania e a cui ha dato un seguito, Memorie di un cuoco di un bordello spaziale (2003), curando inoltre un'antologia di racconti di autori vari sullo stesso soggetto, Guida Galattica dei Gourmet (2009).
Tra gli altri suoi romanzi Il gioco degli immortali, Tette e pistole, Cronache non ufficiali di due spie italiane, la raccolta di racconti ucronici Il fascio sulle stelle di Benito Mussolini e Alienati, un romanzo che narra in tono umoristico di un immaginario convegno tra esperti in malattie mentali di tutta la galassia.
Oltre all'attività di scrittore, ha collaborato con vari premi letterari (tra cui Solinas e RiLL), insegnato scrittura creativa, scritto su varie riviste, tra cui Il Falcone Maltese, rivista italiana dedicata al giallo.
È morto nel novembre 2016, due giorni prima del suo sessantaseiesimo compleanno.

## Opere

### Romanzi
- Memorie di un cuoco d'astronave, Urania n° 1320, Arnoldo Mondadori Editore, 1997, ISSN 11205288.
- Il gioco degli immortali,  Urania n.1372, Arnoldo Mondadori Editore, 1999.
- Memorie di un cuoco di un bordello spaziale, I Libri Colorati n.45, Robin Edizioni, 2003.
- Cronache non ufficiali di due spie italiane, I Libri Colorati n.48, Robin Edizioni, 2004. ISBN 8873710468
- Il fascio sulle stelle di Benito Mussolini, I Libri Colorati n.80, Robin Edizioni, 2005. ISBN 8873711111 (raccolta di racconti)
- Alienati, I Libri Colorati n.84, Robin Edizioni, 2005.
- La memoria di Ras Tafari Diredawa. Le inchieste di Ras Tafari Diredawa, I luoghi del delitto n.1, Robin Edizioni, 2006. ISBN 8873712118
- Tette e pistole, I luoghi del delitto, Robin Edizioni, 2008.
- 50 minuti. Fattaccio, Agenzia Il Segnalibro, 2012. ISBN 8889932244
- 15 minuti. Passavo di qui, Libri in tempo reale, Agenzia Il Segnalibro, 2012. ISBN 8889932317
- P.u.nfo, Agenzia Il Segnalibro, 2012. ISBN 8889932341
- Psicopatologia sessuale di una prostituta cyborg, e altre storie (antologia), La botte piccola, Edizioni della Vigna, 2013. ISBN 8862761155
- Morte a Montecitorio, Homo Scrivens, 2015. ISBN 9788899304331

### Saggistica
- Come si scrive un romanzo di genere. Laboratorio di scrittura creativa dal giallo alla fantascienza, Scrittura creativa, Omero, 2007. ISBN 8890186933

- Serendipità. Istruzioni per l'uso, Robin Edizioni, 2007. ISBN 9788873713555